# Berliner Vier-Etappenfahrt 1968
Die Berliner Vier-Etappenfahrt 1968 war die 16. Austragung dieses deutschen Straßenradrennens (ab 2001 Berlin-Rundfahrt). Es fand vom 23. bis 26. Mai in West-Berlin statt.

## Teilnehmer
Am Start des Etappenrennens waren 64 Radrennfahrer aus sechs Nationen, die auf 16 Mannschaften verteilt waren. Neben Nationalmannschaften aus Dänemark (Bahn und Straße), den Niederlanden, Belgien, der Schweiz und Österreich waren Auswahlmannschaften der Landesverbände Niedersachsen und Berlin im Bund Deutscher Radfahrer sowie einige Vereinsmannschaften gemeldet. Die Länge des Etappenrennens betrug 521 Kilometer quer durch das Stadtgebiet von West-Berlin.

## Rennverlauf
Der Gesamtsieger Ortwin Czarnowski, der für den BRC Zugvogel 1901 startete, legte den Grundstein für seinen Sieg durch einen 3. Platz im Zeitfahren und einem gelungenen Ausreißversuch mit Burkhard Ebert auf der 4. Etappe. Damit distanzierte er seinen bis dahin führenden Vereinskameraden Klaus Simon noch um sieben Minuten.
1. Etappe: 118 Kilometer, Sieger Mogens Frey
2. Etappe: 30 Kilometer, (Einzelzeitfahren), Sieger Klaus Simon
3. Etappe: 85 Kilometer, Sieger Burkhard Ebert
4. Etappe: 204 Kilometer, Sieger Burkhard Ebert
|     | Fahrer            | Verein/Nation          | Zeit (h) |
| --- | ----------------- | ---------------------- | -------- |
| 01. | Ortwin Czarnowski | BRC Zugvogel 1901      | 13:23:02 |
| 02. | Burkhard Ebert    | NRVg Luisenstadt       | 13:24:23 |
| 03. | Mogens Frey       | Dänemark (Bahnauswahl) | 13:26:36 |
| 04. | Andreas Troche    | LV Niedersachsen       | 13:29:05 |
| 05. | Manfred Mücke     | LV Bremen              | 13:30:04 |
| 06. | Klaus Simon       | BRC Zugvogel 1901      | 13:30:05 |